# Prego do mar
Der Prego do mar (deutsch Meeresnagel) ist eine vom Wasser umgebene 49 m hohe Felsnadel aus Basalt. Er steht 165 Meter nördlich der Insel Ilhéu Chão am nördlichen Ende der portugiesischen Ilhas Desertas im Nordatlantik. Weitere Bezeichnungen für die Felsnadel sind Ship Rock und Sail Rock/Rocha da Vela, sowie Farilhão oder Farelhão.
Mit einer maximalen Breite von 23 Metern ist er mehr als doppelt so hoch wie breit. Die Fläche beläuft sich auf rund 300 Quadratmeter. Der Felsen gehört als nördlichster Ausläufer zu der unbewohnten Inselgruppe, die als Lebensraum der vom Aussterben bedrohten Mönchsrobben seit 1990 unter Naturschutz steht.